# Varvariella
Varvariella es un género de foraminífero bentónico normalmente considerado un subgénero de Eostaffella, es decir, Eostaffella (Varvariella) de la subfamilia Pseudostaffellinae, de la familia Ozawainellidae, de la superfamilia Fusulinoidea, del suborden Fusulinina y del orden Fusulinida. Su especie tipo es Eostaffella varvariensis. Su rango cronoestratigráfico abarca desde el Serpujoviense (Carbonífero inferior) hasta el Bashkiriense (Carbonífero superior).

## Discusión
Clasificaciones más recientes incluyen Varvariella en la superfamilia Ozawainelloidea, y en la subclase Fusulinana de la clase Fusulinata. Clasificaciones más recientes incluyen Varvariella en la familia Pseudostaffellidae.

## Clasificación
Varvariella incluye a las siguientes especies:
- Varvariella berestovensis †, también considerado como Eostaffella (Varvariella) berestovensis
- Varvariella seslavica †, también considerado como Eostaffella (Varvariella) seslavica
- Varvariella varvariensis †, también considerado como Eostaffella (Varvariella) varvariensis